# Amictus pictus
Amictus pictus är en tvåvingeart som beskrevs av Friedrich Hermann Loew 1869. Amictus pictus ingår i släktet Amictus och familjen svävflugor. Inga underarter finns listade i Catalogue of Life.